# Instytut Badań Społecznych

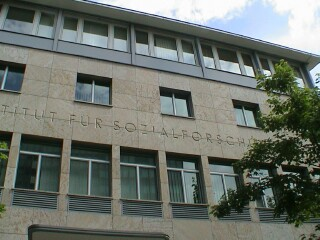
Instytut Badań Społecznych

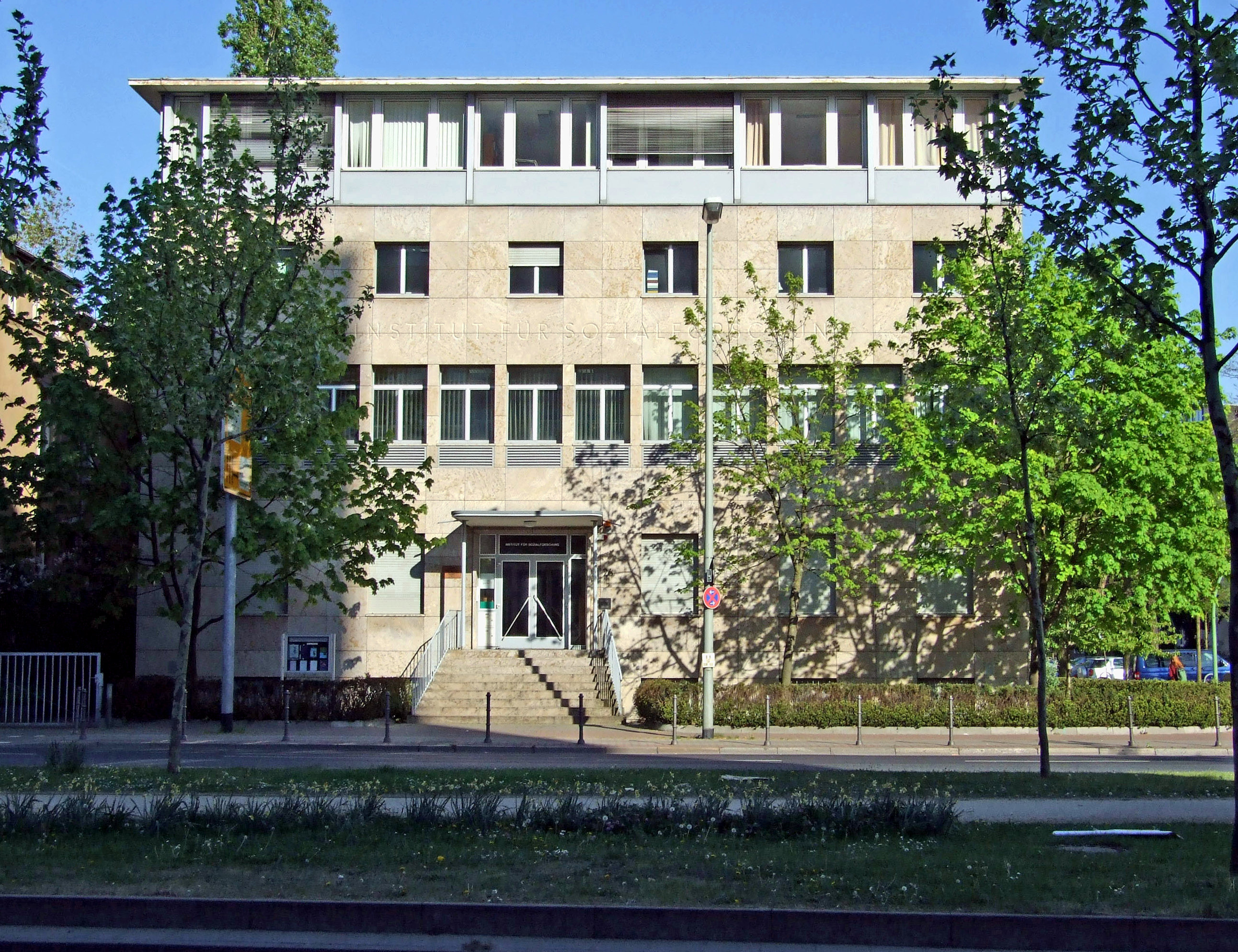
Instytut Badań Społecznych

Instytut Badań Społecznych (Institut für Sozialforschung) – placówka naukowo-badawcza przy Uniwersytecie im. Johanna Wolfganga Goethego we Frankfurcie nad Menem. Wokół tej placówki ukształtowała się grupa intelektualistów reprezentująca zbiór poglądów naukowych określany potocznie w literaturze przedmiotu jako szkoła frankfurcka.

## Charakterystyka
Idea Instytutu jako ośrodka dyskusji nad zasadami jedności teorii i praktyki marksizmu zrodziła się już w 1922 r. w czasie obrad EMA (Pierwszy Marksistowski Tydzień Roboczy niem. Erste Marxistische Arbeitswoche), z udziałem György’ego Lukácsa, Karla Korscha, Friedricha Pollocka i innych. Dzięki funduszom Felixa J. Weila powołano taką placówkę w 1923 r. przy Uniwersytecie Frankfurckim.
Pierwszym dyrektorem Instytutu (w latach 1923–1930) był Carl Grünberg. W tym okresie program badawczy obejmował głównie dokumentację ruchu robotniczego i prace ekonomiczne, uzasadniające załamywanie się systemu kapitalistycznego wskutek działania wewnętrznych, obiektywnych praw ekonomicznych. Po objęciu dyrekcji przez Maxa Horkheimera (w 1930 r.), nastąpiło przesunięcie zainteresowań ku teorii i zaczęła się kształtować wspólna platforma badawcza, zwana później teorią krytyczną.
Za główne zadanie Instytutu Badań Społecznych Horkheimer uważał stworzenie więzi między ogólną konstrukcją filozoficzną a poszczególnymi dyscyplinami naukowymi i podporządkowanie badań empirycznych centralnej problematyce filozofii społecznej. Podstawowym ogniwem tej problematyki było szukanie odpowiedzi na pytanie o rewolucyjne możliwości klasy robotniczej i o szanse dokonania zasadniczej przemiany społeczeństwa.
Współpracownikami Instytutu byli Theodor W. Adorno, Herbert Marcuse, Friedrich Pollock, Leo Löwenthal, Erich Fromm i inni. Instytut od samego początku wydawał czasopismo „Zeitschrift für Sozialforschung”.
30 stycznia 1933 r., wkrótce po objęciu władzy przez nazistów, Instytut został zamknięty, a jego biblioteka skonfiskowana. W momencie likwidacji Instytutu większość pracowników była już poza granicami Niemiec. Zatajony transfer aktywów fundacji pozwolił przenieść Instytut najpierw do Szwajcarii, a w 1934 r. do Stanów Zjednoczonych, skąd powrócił on do Frankfurtu w 1950 r.
W latach 2001–2019 dyrektorem Instytutu był prof. dr Axel Honneth.